# يوم النباة

## اختلاف التسمية
قال ابن الأثير في الكامل أنه يوم النباة، وقال النويري وسبط بن الجوزي أنه النتاءة، وزاد ياقوت في معجم البلدان أن النتاءة من النتوء، وهو ماء لبني عميلة وذكر قول الحفصي أن النتاءة نخيلات لبني عطارد واعتمدت موسوعة المملكة العربية السعودية الصادرة من مكتبة الملك عبدالعزيز تسمية النتأة. 

## وصف المعركة
خرجت بنو عامر بقيادة عامر بن الطفيل، تطلب التأثر لما أصابها يوم الرقم، فهجموا على عبس بالنتاءة، وقيل أنهم أغاروا على نعم لعبس وذبيان وأشجع فأخذوها، فتعقبتها عبس وأشجع وفزارة حينما عادوا بالغنائم، والتحموا بها، وأوقعوا بها هزيمة كبيرة. وكان قائد بني عبس: الربيع بن زياد، وقتل من بني عامر هزار بن مرة، قتله الأحنف بن مالك، ونهشل بن عبيدة بن جعفر، قتله أبو زغبة ابن حارث وعبد الله بن أنس بن خالد. وطعن ضبيعة بن الحارث عامر بن الطفيل، فلم يضره. ونجا عامر بن الطفيل بفرسه المشهور المسمى الورد. وذكر ابن الأثير القصة مع بعض الاختلافات منها أن بني عامر عند عودتهم من الغارة على نعم بني عبس وذبيان وأشجع، ضلوا في الطريق، فسلكوا وادي النباة فلما قاربوا آخره، التحموا مع عبس وفزارة وأشجع، وأن عامر بن الطفيل عقر فرسه مخافة أن يقع في يد الأعداء.